# マッカーサーFC
マッカーサー・フットボール・クラブ（英語: Macarthur Football Club）は、オーストラリア・ニューサウスウェールズ州を本拠地とするサッカークラブ。

## 歴史
2018年のAリーグの拡大計画に立候補したうち、シドニーと南西シドニーの候補が合併して同年8月20日にマッカーサー・サウス・ウェスト・ユナイテッド・フットボール・クラブ（Macarthur South West United Football Club）として誕生したクラブである。そして2020-21シーズンからのAリーグ参戦が決まった。
2019年5月15日にマッカーサーFCに改称、またロゴやクラブカラーも発表された。ニックネームもブルズ（Bulls）となり、監督はアンテ・ミリチッチになるとも発表された。
2020年1月15日にクラブ史上初めての契約選手としてトミー・オアーの加入を発表した。同年2月18日にウォーカー・コーポレーションは50%の株をシドニーの2人のビジネスマンに売却、その額は700万豪ドルを超えるとみられている。初年度はキャプテンをマーク・ミリガンが務め、レギュラーシーズン6位、進出したファイナルシリーズは準決勝で同年完全優勝したメルボルン・シティFCに敗れベスト4。

## クラブカラー
クラブのロゴは白地の紋章型で、黒色の外側に黄土色の線でフチがつけられている。上部にはクラブ名、中央には牛、一番下にはオーストラリア連邦の七稜星が3つつけられている。牛の意味は、逃走した牛の群れがこの地で発見されたという故事に因んでいる。3つの七稜星はAリーグ、ナショナル・プレミア・リーグス、そしてその他のサッカーコミュニティを表している。ロゴの黄土色はこの地の先住民族であるダラウォルを表している。

## 現所属メンバー
2021年11月28日現在 
注：選手の国籍表記はFIFAの定めた代表資格ルールに基づく。
| No. | Pos. |                | 選手名                           |
| --- | ---- | -------------- | -------------------------------- |
| 2   | DF   | オーストラリア | ジェイク・マッギング             |
| 3   | DF   | オーストラリア | アントニー・ゴルツ               |
| 4   | DF   | オーストラリア | ジェームズ・メレディス           |
| 6   | DF   | オーストラリア | アレクサンダル・ヨヴァノヴィッチ |
| 7   | MF   | オーストラリア | ダニエル・デ・シルヴァ           |
| 8   | MF   | イングランド   | ジョーダン・マッチ               |
| 9   | FW   | オーストラリア | トミ・ユーリッチ                 |
| 10  | MF   | メキシコ       | ウリセス・ダビラ                 |
| 11  | MF   | オーストラリア | トミー・オアー                   |
| 12  | GK   | ポーランド     | フィリプ・クルト                 |
| 14  | FW   | オーストラリア | ムディ・ナジャール               |

| No. | Pos. |                | 選手名                         |
| --- | ---- | -------------- | ------------------------------ |
| 15  | DF   | オーストラリア | アレクサンダル・シュシュニャル |
| 16  | GK   | オーストラリア | ニコラス・スーマン             |
| 17  | FW   | イングランド   | クレイグ・ヌーン               |
| 19  | FW   | オーストラリア | マイケル・ルース               |
| 20  | DF   | オーストラリア | トミスラフ・アスコック         |
| 21  | MF   | オーストラリア | ジェイク・ホールマン           |
| 22  | MF   | オーストラリア | リアム・ローズ                 |
| 24  | MF   | オーストラリア | チャールズ・ムモンブァ         |
| 29  | MF   | キプロス       | アントニス・マーティス         |
| 30  | GK   | オーストラリア | レヴィ・ケイ                   |
| 31  | FW   | オーストラリア | ラクラン・ローズ               |
| 35  | FW   | オーストラリア | アル・ハッサン・トゥーレ       |

## 歴代所属選手
- アダム・フェデリチ 2020-2021
- ベニャ・エチェバリア 2020-2021
- マーク・ミリガン 2020-2021
- マルケル・スサエタ 2020-2021